# François Soufflot, dit le Romain
Pour les articles homonymes, voir Soufflot.
François Soufflot dit Soufflot le Romain, dit aussi Soufflot le Jeune ou Soufflot le Neveu (21 février 1750 - 29 avril 1801), est un architecte français actif à Paris dans la seconde moitié du XVIIIe siècle.
Fils de Jean-Baptiste Soufflot, bourgeois de Paris et de Marie Antoinette Degat, il naît à Vermenton le 21 février 1750, ainsi que son jumeau, Marie-Antoine. Neveu de Jacques-Germain Soufflot, il reprit son importante agence après la mort de celui-ci en 1780. Il poursuivit les travaux de l'église Sainte-Geneviève et de l'école de droit et travailla pour une clientèle privée très diverse. Sa réalisation la plus connue est l'hôtel de Montholon (1785), parmi les hôtels construits et conservés sur les Boulevards parisiens et datant du règne de Louis XVI, projet sur lequel il fit travailler son collaborateur le dessinateur Jean-Jacques Lequeu.

## Biographie
Par protection, Soufflot fut nommé pensionnaire de l'Académie de France à Rome, sans avoir jamais obtenu le Prix. Après la mort de son oncle en 1780, il se retrouva placé à la tête d'une agence considérable, qui faisait travailler des architectes comme Brébion, Rondelet, Dumont, Jallier de Savault, Raymond, Saint-Far, Bellicard, ou encore Puisieux, doyen des vénérables de Paris et Poncet, architecte du Grand Orient de France, et des dessinateurs comme Dulaure et Lequeu.

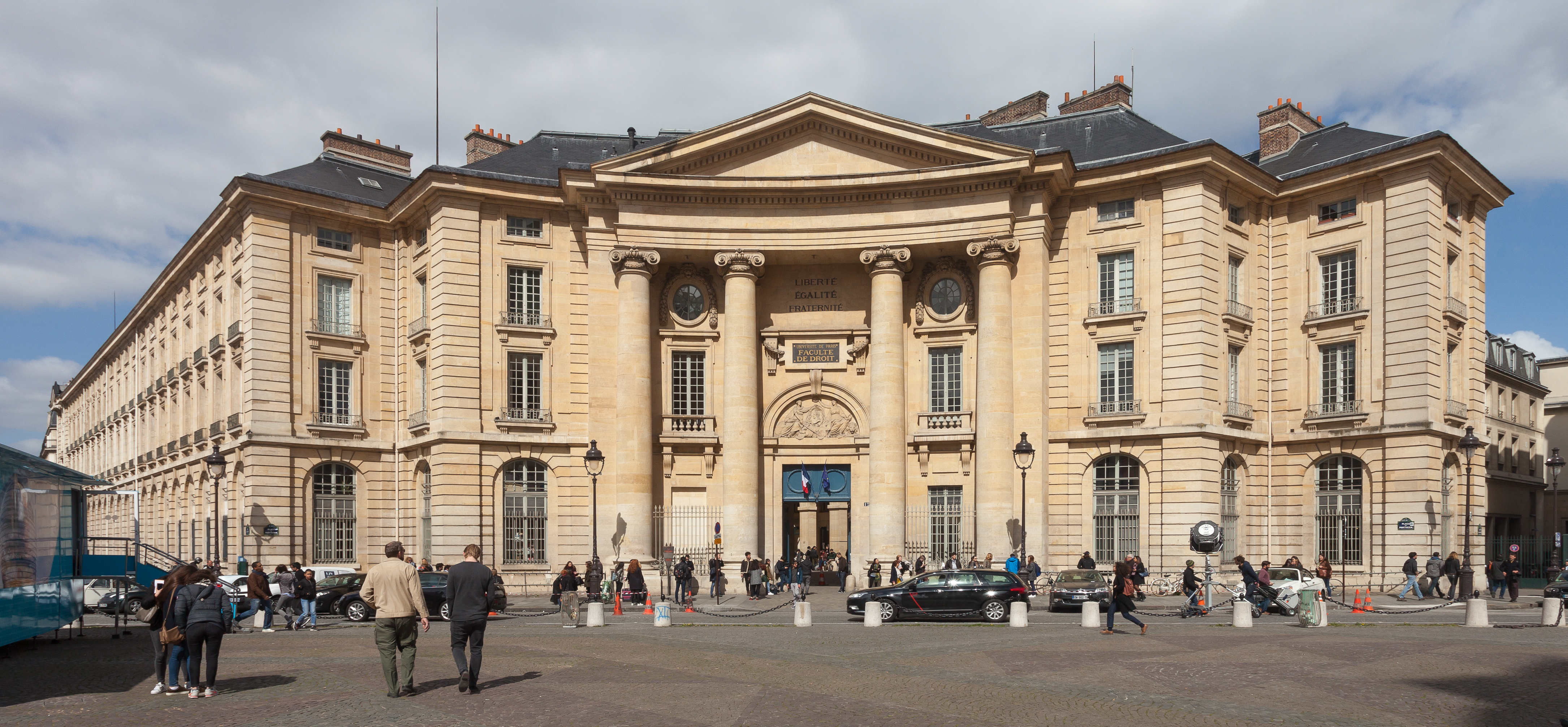
L'école de droit, place du Panthéon à Paris.

Il poursuivit les travaux officiels de l'église Sainte-Geneviève et de l'école de droit. En 1796, il intervenait encore, sur le chantier du Panthéon, auprès de Rondelet dans le débat des architectes et des ingénieurs.
En septembre 1785, il se rendit à Sens en compagnie de Poncet et de Taboureur, greffier des Bâtiments du Roi, pour établir un projet et un devis pour l'embellissement de la cathédrale Saint-Étienne, mais le chapitre lui préféra la proposition de Lemoine de Couzon.
Pour une clientèle privée qui semble avoir été très diverse, il travailla à l'aménagement de châteaux et de parcs aux environs de Paris et en province à Bagnolet, Le Buret (?), au château de Sainte-Radegonde près du Plessis-Chenet (commune du Coudray-Montceaux, Essonne), pour la maison de Gontaut-Biron au château de Montgermont près de Pringy (Seine-et-Marne).
En 1785, il eut à construire pour la présidente de Montholon, épouse de Nicolas de Montholon (1736-1809), qui possédait de vastes plantations aux Antilles, l'hôtel de Montholon sur le Boulevard à Paris. Il en confia l'étude à Lequeu qui s'inspira de l'hôtel Benoît de Sainte-Paulle, construit en 1773 au Faubourg Poissonnière par Samson-Nicolas Lenoir. C'est son œuvre la plus connue aujourd'hui, et pourtant la part qu'il a pu y prendre personnellement n'est pas aisée à déterminer.
Il meurt à Paris le 9 floréal an IX, soit le 29 avril 1801.

## Réalisations et principaux projets

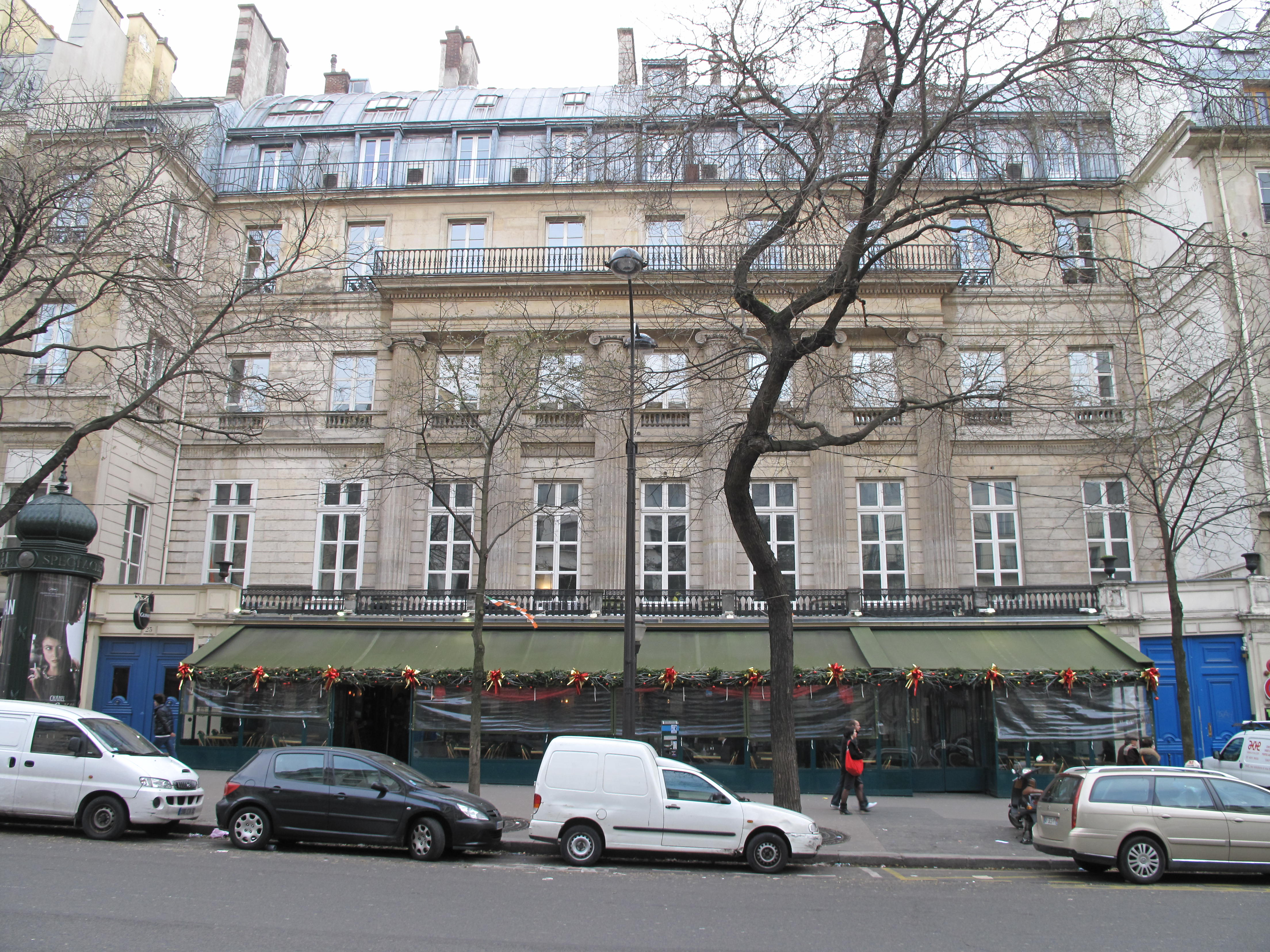
L'hôtel de Montholon, boulevard Poissonnière à Paris.

- Hôtel de Montholon[7], 23, boulevard Poissonnière à Paris, 1785 : Soufflot le Romain en confia l'étude à Lequeu qui s'inspira de l'hôtel Benoît de Sainte-Paulle, construit en 1773 au Faubourg Poissonnière par Samson-Nicolas Lenoir[8]. « Lequeu a composé le décor et le mobilier dans le même esprit piranésien que ceux de Montgermont. Ses dessins ont été fidèlement exécutés. »[9] Le peintre d'histoire Jean-Baptiste-Claude Robin a participé à la décoration intérieure. L'hôtel, qui fut célèbre, a été traduit en gravure par Krafft et Le Campion. Contenant six appartements, il fut peut-être conçu dès le départ à usage d'immeuble collectif[10]. Sa belle façade en léger retrait par rapport à l'alignement, afin de ménager au premier étage une terrasse permettant de jouir de la verdure du boulevard, est ornée d'un ordre colossal de colonnes engagées ioniques. Elle est encore visible de la rue. Malgré les dénaturations ultérieures, notamment les garde-corps en fonte ajoutés au XIXe siècle, c'est, avec l'hôtel de Mercy-Argenteau, l'un des seuls hôtels conservés qui se construisirent sur les boulevards parisiens, aménagés à l'emplacement de l'ancienne enceinte de Paris. Quelques vestiges subsistent du décor intérieur (grand et petit salon au premier étage).
- Cathédrale Saint-Étienne de Sens (Yonne), 1785 : Projet non réalisé d'embellissement. Deux propositions pour le portail sont conservées au musée de Sens ; l'une d'elles « plaque devant l'église gothique un portique corinthien de six colonnes à peine plus modeste que celui de Sainte-Geneviève »[9].
- Château de Montgermont près de Pringy (Seine-et-Marne) : 
  - Soufflot le Romain construit en 1785 une fabrique dite le temple d'Amour, en forme de rotonde couverte d'une coupole surmontée d'un lanterneau[11] et précédée d'un portique d'ordre dorique sommé d'un fronton triangulaire[12]. Lahure a gravé en 1792 le Plan du cul de four, du jardin d'hyver et de la nouvelle chambre à coucher de Madame de Gontaut en son château de Montgermont, le tout exécuté en l'année 1786 sur les dessins et conduite de M. Soufflot le Romain. Cette estampe montre le mobilier, comprenant bergère, chaises, tabourets, athénienne, écran de cheminée, table et chenets.
  - En 1789 et 1790[13], Jean Armand Louis de Gontault-Biron confie à Soufflot Le Romain les travaux destinés à transformer le château en lui ôtant son aspect féodal. L'aile droite, ainsi que deux tours, sont alors démolies[14]. Les profondes transformations effectuées au XIXe siècle rendent cette intervention peu lisible aujourd'hui.
- Prieuré Saint-Martin-des-Champs, aujourd'hui Conservatoire national des arts et métiers, Paris, 1786 : Le grand escalier à l'impériale (conservé) a été réalisé par Soufflot le Romain[15] ; le frère Arcadius, de la Doctrine chrétienne, en possédait en 1880 le projet signé par lui[9].
- Maison d'Épinay à Sceaux (Hauts-de-Seine) : Cet édifice a été gravé par Krafft[16] sous le nom de Soufflot le Romain.
- Maison personnelle de Soufflot le Romain, 32, rue de Belleville à Paris (détruite au début du XXe siècle).
- Une tradition locale rapportée par Michel Gallet[17] donne à Soufflot le Romain la remarquable façade de l'église Notre-Dame-en-son-Assomption[18] de Châteauvillain (Haute-Marne), reconstruite entre 1772 et 1784 à l'initiative du duc de Penthièvre, également duc de Châteauvillain. Néanmoins, Jean-Marie Pérouse de Montclos[19] attribue cette façade à Jacques-Germain Soufflot.

### Sources
- Michel Gallet, Les architectes parisiens du XVIIIe siècle, Paris, Éditions Mengès, 1995  (ISBN 2856203701)